# Liceum Ogólnokształcące z Dodatkową Nauką Języka Białoruskiego w Hajnówce
Liceum Ogólnokształcące z Dodatkową Nauką Języka Białoruskiego w Hajnówce (biał. Другі агульнаадукацыйны ліцэй з дадатковым навучаннем беларускай мовы ў Гайнаўцы) – szkoła średnia działająca w Hajnówce od września 1949 roku. Jest drugim w Polsce liceum, w którym wprowadzono dodatkową naukę języka białoruskiego (w LO z BJN w Bielsku Podlaskim wprowadzono w 1944). Obecnie (2020) jest jednym z dwóch liceów z dodatkową nauką języka białoruskiego na terenie Białostocczyzny. Aktualnie nosi nazwę II Liceum Ogólnokształcące z Dodatkową Nauką Języka Białoruskiego w Hajnówce. Dawniej funkcjonowało pod nazwą Liceum Ogólnokształcące z Białoruskim Językiem Nauczania.

## Historia
Historia liceum białoruskiego w Hajnówce rozpoczęła się 1 września 1949 roku. Do roku 1963 było jedną z najmniejszych szkół średnich w województwie.
W latach 60. ważne miejsce w życiu szkoły zaczął odgrywać sport. Drużyna siatkarek znalazła się w czołówce województwa, a w roku szkolnym 1970/71 zajęła III miejsce w Półfinałach Mistrzostw Polski w Lublinie.
W latach 80. udaje się rozwiązać niedostatek uczniów dla klas pierwszych. W roku 1988 wprowadzono trzy klasy (a, b i c).
W 1993 roku oddano do użytku nowy obiekt dydaktyczny. W tym samym roku Eugeniusz Wappa utworzył Klub Spraw Białoruskich.
W 1999 roku zmieniono nazwę szkoły na Zespół Szkół z Dodatkową Nauką Języka Białoruskiego (gimnazjum i liceum). Przedtem szkoła funkcjonowała pod nazwą Liceum Ogólnokształcące z Białoruskim Językiem Nauczania.
W 2007 roku szkoła zajęła 42 miejsce w kraju i 5 miejsce w województwie w rankingu najlepszych liceów. Według przeprowadzonego w 2012 r. przez „Perspektywy” rankingu liceów ogólnokształcących dla województwa podlaskiego szkoła zajęła 12. pozycję w województwie.

## Rola liceum
Misją liceum jest odegranie ważnej roli w hajnowskim życiu społeczno-kulturalnym i w kształtowaniu białoruskiej tożsamości u młodzieży. Procent uczniów deklarujących białoruską narodowość jest zdecydowanie wyższy niż w LO z BJN w Bielsku Podlaskim. Według badań przeprowadzonych w 1995 roku 11% uczniów liceum deklaruje się zdecydowanie jako Polacy, podczas gdy w LO z BJN w Bielsku Podlaskim procent takich uczniów wyniósł 26%. Przewagę tożsamości polskiej nad białoruską w Bielsku Podlaskim zadeklarowało 33% uczniów, w Hajnówce natomiast 16%. Z drugiej strony wśród uczniów LO z Litewskim Językiem Nauczania w Puńsku w ogóle nie było ani uczniów deklarujących zdecydowanie polską narodowość, ani uczniów deklarujących przewagę tożsamości polskiej nad litewską.
Absolwenci mogą później w języku białoruskim studiować tylko filologię białoruską, ponieważ na białoruskich uczelniach językiem wykładowym jest rosyjski.

## Dyrektorzy w historii szkoły
- Bazyli Litwińczuk – 1949–1950
- Sergiusz Soroka – 1950–1957
- Anastazja Tropak – 1957–1968
- Aleksander Iwaniuk – 1968–1971 i 1981–1991
- Włodzimierz Stepaniuk – 1971–1981
- Bazyli Dąbrowski – 1991–1992
- Eugeniusz Saczko – 1992–2017
- Igor Łukaszuk – 2017-[3]

## Absolwenci
- Katarzyna Bonda – polska pisarka i dokumentalistka, dziennikarka oraz scenarzystka zajmująca się tematyką kryminalną
- Leszek Jańczuk – biblista protestancki, nauczyciel akademicki, tłumacz Biblii
- Aleksander Kiryluk – dr hab. inż. profesor Politechniki Białostockiej, torfoznawca, autor ok. 120 prac naukowych w dyscyplinie inżynieria środowiska, górnictwo i energetyka
- Jerzy Ostapczuk – doktor habilitowany nauk teologicznych, profesor nadzwyczajny i dziekan Wydziału Teologicznego Chrześcijańskiej Akademii Teologicznej w Warszawie w kadencji 2016–2020, badacz rękopisów starocerkiewnosłowiańskich
- Wojciech Siegień – etnolog, psycholog i publicysta, doktor nauk społecznych, adiunkt na Wydziale Nauk Społecznych Uniwersytetu Gdańskiego
- Eugeniusz Wappa – działacz białoruski